# Matthéos Katsoúlis
Matthéos « Mánthos » Katsoúlis (grec moderne : Ματθαίος «Μάνθος» Κατσούλης), né le 20 juillet 1956, à Kavala, en Grèce, est un ancien joueur de basket-ball grec. Il évolue au poste de pivot

## Palmarès
- Vainqueur des Jeux méditerranéens de 1979